# Бардимський район
Бардимський район (рос. Бардымский район, башк. Барҙы районы, тат. Барда районы) — адміністративно-територіальна одиниця в складі Пермського краю Росії.
Адміністративний центр району — село Барда.  
Населення - 24 313 осіб. Національний склад (2010): башкири - 55,2%, татари - 36,1%, росіяни - 7,5%.

## Географія
Територія району - 2382,3 км². Межує з Осинським, Кунгурським, Уїнським, Чорнушинським, Куєдинським та Єловським районами Пермського краю. Клімат помірно континентальний.
Річки району - Тулва та її притоки: Барда, Ашап, Шлик, Мала Амзя і Велика Амзя. Родовища корисних копалин: нафти, газу, глини, торфу, піску, піщано-гравійної суміші, мінеральних добрив.

## Населення
| 2000    | 2002    | 2005    | 2006    | 2007    | 2008    | 2009    |
| ------- | ------- | ------- | ------- | ------- | ------- | ------- |
| 28 602  | ↘27 904 | ↘27 584 | ↘27 500 | →27 500 | ↗27 529 | ↗27 663 |
| 2010    | 2011    | 2012    | 2013    | 2014    | 2015    | 2016    |
| ↘25 538 | ↗25 588 | ↘25 431 | ↘25 249 | ↘25 172 | ↘24 700 | ↗25 291 |
| 2017    |         |         |         |         |         |         |
| ↘25 202 |         |         |         |         |         |         |

## Економіка
Протягом своєї історії район залишався переважно сільськогосподарським. Деякий розвиток отримали лісозаготівля та видобуток нафти.